# Magnus Powell
Erik Magnus Powell (Örnsköldsvik, 28 ottobre 1974) è un allenatore di calcio ed ex calciatore svedese, di ruolo attaccante, tecnico del KÍ Klaksvík.

## Carriera

### Giocatore

#### Club
Powell ha iniziato la carriera in patria, giocando con Örebro ed Helsingborg. Ha avuto un ruolo importante nell'Helsingborg che ha vinto il campionato 2010, grazie ad 8 reti in 24 apparizioni.
All'inizio del 2000, è stato acquistato dal Lillestrøm in cambio di 350.000 sterline, con il compito di sostituire Heiðar Helguson. Ha debuttato nell'Eliteserien in data 9 aprile 2000, nel pareggio per 1-1 contro il Molde. Il 13 maggio ha segnato la prima rete nella massima divisione norvegese, nella vittoria per 0-1 in casa del Vålerenga. Nonostante diversi infortuni, è diventato un membro importante nel Lillestrøm di quegli anni. Nella sua ultima stagione al club, è stato nominato capitano.
Il 26 gennaio 2006 è stato acquistato dal Lyn Oslo, in cambio di 500.000 corone. Ha esordito in squadra il 9 aprile, nel pareggio a reti inviolate contro lo Start. Il primo gol in campionato è arrivato il 13 maggio, nella sconfitta per 2-1 in casa dell'Odd Grenland. Nel 2008 è tornato in patria per giocare nel GIF Sundsvall, dove ha chiuso la carriera.

### Allenatore
Nel 2010, è diventato assistente allenatore di una squadra giovanile del Lillestrøm. Nel 2011, in seguito all'esonero di Henning Berg, è stato chiamato a guidare la prima squadra, assieme a Petter Belsvik. I due hanno ricoperto questo incarico fino al termine della stagione, poi Powell è stato assistente del connazionale Magnus Haglund per tre campionati.
Il 3 dicembre 2014, è stato nominato nuovo allenatore dell'Egersund, formazione a cui si è legato con un accordo biennale con opzione per il terzo anno: il contratto sarebbe stato valido a partire dal 1º gennaio 2015. Il 12 novembre 2015 ha lasciato la squadra.
Il 17 novembre 2015, il Levanger ha annunciato sul proprio sito internet d'aver ingaggiato Powell come nuovo allenatore, con lo svedese che si è accordato per un contratto biennale, valido a partire dal 1º gennaio 2016. Powell si sarebbe avvalso di Trond Viggo Toresen come assistente. Ha lasciato il Levanger al termine del campionato 2017.
Il 16 gennaio 2018 è stato presentato come nuovo allenatore del Sandefjord. Il 25 aprile successivo è stato sollevato dall'incarico.
Nella stagione 2019 ha nuovamente guidato il Levanger, con cui ha chiuso al quinto posto il campionato di 2. divisjon norvegese. Dal 31 maggio 2021 fino al termine della stagione ha allenato lo 07 Vestur alle Fær Øer, concludendo l'annata al sesto posto in un torneo composto da dieci squadre.
Il 4 gennaio 2022, a seguito della firma di un accordo triennale, è diventato ufficialmente il nuovo tecnico dell'Östersund, squadra svedese che era appena reduce da una retrocessione in Superettan. La sua squadra nella Superettan 2022 ha evitato la retrocessione diretta all'ultima giornata, con una salvezza poi ottenuta a seguito degli spareggi. Nella Superettan 2023 invece è arrivato un quinto posto in classifica.
Il 12 settembre 2024, la società ha comunicato la decisione di Powell di dimettersi. Pochi giorni prima, i media svedesi avevano riportato la notizia secondo cui la dirigenza avrebbe scelto di esonerare il tecnico per via dei risultati sportivi che vedevano il club coinvolto nella lotta per non retrocedere dopo un mese e mezzo trascorso senza vittorie.

## Palmarès

### Giocatore

#### Competizioni nazionali
- Campionato svedese: 1

Helsingborg: 1999
- Coppa di Svezia: 1

Helsingborg: 1998

#### Competizioni internazionali
- Coppa Piano Karl Rappan: 1

Örebro: 1991